# João Teodoro Xavier de Matos
João Teodoro Xavier de Matos (Mogi Mirim, 1 de maio de 1828 — São Paulo, 31 de outubro de 1878) foi um advogado, professor e político brasileiro.

## Biografia
Foi presidente da província de São Paulo, de 21 de dezembro de 1872 a 29 de maio de 1875.
Formado na Faculdade de Direito de São Paulo em 1853, foi professor de direito civil, promotor público e procurador da Tesouraria da Fazenda.
Na administração da província de São Paulo mostrou-se um dos primeiros urbanistas do Brasil, promovendo importantes reformas no traçado urbano da capital provincial.

## Urbanismo
Foi justamente no governo de João Theodoro Xavier de Matos, que cidade de São Paulo recebeu um grande incremento. De acordo com o arquiteto e urbanista Candido Malta Campos Neto foi uma verdadeira revolução na vida da cidade:

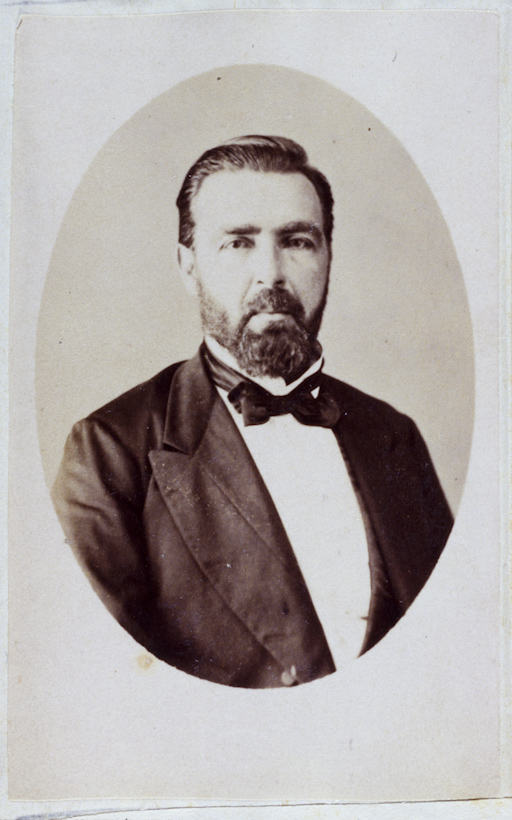
João Theodoro Xavier de Mattos, em foto de Militão Augusto de Azevedo datada de 1881.

“Nessa época, São Paulo ainda não contava com uma estrutura urbana, loteamentos, equipamentos e atrativos que pudessem incentivar um maior afluxo populacional e comercial. Era necessária uma transformação radical do quadro urbano. [...] São Paulo ganhou suas primeiras linhas de bondes puxados a burro, as ruas foram calçadas com paralelepípedos e iluminadas a gás. O Jardim da Luz foi transformado em um parque ao estilo europeu, com quiosques e estátuas. Para atrair a ocupação residencial, João Theodoro promoveu a articulação viária das zonas de expansão da cidade, ligando-as ao centro, aos equipamentos urbanos, espaços verdes e às estações ferroviárias, entre elas a estação da Luz. [...] O conjunto formado pela área da estação, o Jardim da Luz e a rua João Theodoro forma, portanto, um documento valioso desse primeiro impulso de transformação urbanística verificado na década de 1870, descrito muitas vezes como a ‘segunda fundação de São Paulo’, em virtude do papel crucial dessas intervenções na afirmação do potencial de desenvolvimento da capital paulista.”